# Molgula bacca
Molgula bacca är en sjöpungsart som beskrevs av William Abbott Herdman 1910. Molgula bacca ingår i släktet Molgula och familjen kulsjöpungar.
Artens utbredningsområde är Södra Ishavet. Inga underarter finns listade i Catalogue of Life.